# Snunéymux
Gli Snunéymux sono un gruppo etnico localizzato nei pressi della città di Nanaimo, nella zona centro-orientale dell'isola di Vancouver, nello Stato della Columbia Britannica in Canada.
Prima della colonizzazione europea delle Americhe e la creazione delle riserve indiane nel 19º secolo, questa popolazione occupava una vasta porzione dell'area centro-meridionale dell'isola di Vancouver, dove ha vissuto per più di 5.000 anni. Il territorio degli Snuneymuxw si estendeva tra le isole Gulf e il fiume Fraser. La loro lingua è l'Hul’qumi’num.

## Demografia
La popolazione Snuneymux conta 1.663 persone, il 65% delle quali vive al di fuori della riserva.

## Governo
Il popolo Snuneymux è governato da un Capo e un Consiglio eletti in base al codice Snuneymuxw First Nation Election Code del 2007 e a un Regolamento del 2011.